# 国際連合安全保障理事会決議248
国際連合安全保障理事会決議248（こくさいれんごうあんぜんほしょうりじかいけつぎ248 英: United Nations Security Council Resolution 248）は1968年3月24日に国際連合安全保障理事会で採択された決議である。国際連合安全保障理事会はヨルダンとイスラエルからの書簡、および国際連合休戦監視機構参謀長からの情報の補足を受けて議論を行い、明らかな国連憲章違反によりヨルダンにあるカラメに向けて行ったイスラエルの軍事行動を非難するとともに、イスラエルに対して国際連合安全保障理事会決議237に違反する軍事行動を直ちに停止するように要請した。